# 张朝尊
张朝尊（1924年—），男，奉天（今辽宁）金县人，中国政治经济学家，曾任中国人民大学教授、博士生导师。